# Witsum
Witsum (en frisón septentrional: Vitsum, en danés: Wiisem) es un municipio situado en el distrito de Frisia Septentrional, en el estado federado de Schleswig-Holstein (Alemania). Tiene una población estimada, a fines de 2023, de 42 habitantes.
Está ubicado al noroeste del estado, en las islas Frisias (mar del Norte) y cerca de la frontera con Dinamarca.
Es el municipio más pequeño de la isla de Föhr.